# Лихен
Лихен (њем. Lychen) град је у њемачкој савезној држави Бранденбург. Једно је од 34 општинска средишта округа Укермарк. Према процјени из 2010. у граду је живјело 3.626 становника. Посједује регионалну шифру (AGS) 12073384.

## Географски и демографски подаци
Лихен се налази у савезној држави Бранденбург у округу Укермарк. Град се налази на надморској висини од 60 метара. Површина општине износи 110,5 km². У самом граду је, према процјени из 2010. године, живјело 3.626 становника. Просјечна густина становништва износи 33 становника/km².